# Махон, Марк
Марк Махон (англ. Mark Mahon, 11 ноября 1965, Ванклиик хилл, Онтарио, Канада) — бывший немецкий хоккеист канадского происхождения. В настоящее время возглавляет сборную Японии по хоккею с шайбой.

## Карьера хоккеиста
Начинал свою хоккейную карьеру Махон в Канаде и выступал за университетскую команду Конкордии. В 1989 году переехал в Германию, где долгое время играл за клубы низших дивизионов. Лишь один сезон Махон провел в Немецкой хоккейной лиге, выступая за Ганновер Скорпионс. За время, которое он провел в Германии, хоккеист получил немецкое гражданство.

## Карьера тренера
В 2003 году начинающий тренер возглавил сборную Японии, которую тренирует и по сей день. Успел выступить с ней в Высшем диаизионе. За долгие годы работы Махону удалось добиться с японцами значительного прогресса в игре. Именно при нём команду признали самой быстрой сборной в мире. Также японцы под руководством Махона дважды выигрывали азиатские игры. Но несмотря на это, Японии пока не удалось вернуться в дивизион сильнейших.
Параллельно с работой в главной команде страны Махон руководит и молодежной сборной Японии, а также входит в тренерский штаб женской национальной сборной. Кроме того специалист занимает пост Генерального менеджера японских сборных по хоккею.